# Nikolaj Misjtsjanski
Nikolaj Misjtsjanski (Russisch: Николай Николаевич Мищанский) (Donetsk, 28 januari 1954 – 23 maart 2011) is een Russische Internationaal Grootmeester dammen die veel nationale en internationale titels heeft behaald:
- jeugdwereldkampioen in 1971 en 1972
- Oekraïens kampioen in 1972, 1973, 1977 en 1980
- kampioen van de Sovjet-Unie in 1980 en 1985
- Oezbeeks kampioen in 1993

Hij behaalde op het Aziatisch kampioenschap een 2e plaats in 1999 en een 3e plaats in 1996. 
Hij nam 3x deel aan het wereldkampioenschap met als beste prestatie de 3e plaats in 1980. 

## Deelname aan hetwereldkampioenschap
| Jaar | Locatie   | Klassering | Score | W-R-V  |
| ---- | --------- | ---------- | ----- | ------ |
| 1978 | Arco      | ged. 6     | 11-12 | 2-8-1  |
| 1980 | Bamako    | Brons      | 21-29 | 8-13-0 |
| 1986 | Groningen | ged. 5     | 19-23 | 4-15-0 |

## Privé
Hij trouwde in de jaren 70 van de 20e eeuw met een Oekraïense damster die overleed in 1982. 
Hij trouwde halverwege de jaren 80 met een Oezbeekse damster en verhuisde met haar naar Tasjkent.